# Écourt-Saint-Quentin
Écourt-Saint-Quentin és un municipi francès del departament del Pas de Calais, a la regió Alts de França.
El municipi va integrar l'antic municipi de Saint-Quentin.

## Demografia
Evolució demogràfica (Font: INSEE)
| 1962 | 1968 | 1975 | 1982 | 1990 | 1999 |
| ---- | ---- | ---- | ---- | ---- | ---- |
| 1485 | 1527 | 1510 | 1657 | 1771 | 1731 |

## Patrimoni i turisme
- Hi ha nombrosos aiguamolls que donen 110 hectàrees d'aigua incloent-hi els rius i rieres. El turisme es desenvolupa enmig d'una gran conca d'aigua plena de vida.
- Ecourt és una parada verda al cor de la vall de la Senséee.
- Cal tenir en compte també l'escultura del suplici de Sant Quintí, un reliquiari, i uns colomars.
- A prop, hi ha el campanar del segle xiv
- A Saudemont, el menhir de Lecluse que domina una gran part de la vall, i d'altres megàlits a Hamel, Oisy-le-Verger, Fechain, Aubigny-au-Bac i sobretot a Sailly-en-Ostrevent.